# ラブ&マネー
『ラブ&マネー』（One for the Money）は、2012年のアメリカ合衆国のコメディ映画。ジャネット・イヴァノヴィッチの1994年の小説『私が愛したリボルバー』を原作としている。

## キャスト
- ステファニー・プラム - キャサリン・ハイグル

元デパート店員の逃亡者逮捕請負人。
- ジョー・モレリ - ジェイソン・オマラ

殺人の容疑者となった警官。逃亡中。
- リカルド・“レンジャー”・マニョーソ - ダニエル・サンジャタ（英語版）

最強の賞金稼ぎ。
- ジミー・アルファ - ジョン・レグイザモ

スターク通りジムのオーナー。
- ルーラ - シェリー・シェパード（英語版）

売春婦。ステファニーに協力的。
- メイザ - デビー・レイノルズ

ステファニーの母方の祖母。自由気まま。
- プラム夫人 - デブラ・モンク（英語版）

ステファニーの母。娘に過干渉。
- エディ・ガザラ - ネイト・ムーニー

ステファニーの旧友で地元トレントン市警察の警部補。
- バーニー・クンツ - アダム・ポール

ステファニーの花婿候補。家電店経営。
- モーティ・バイアーズ - フィッシャー・スティーヴンス

虫垂炎で入院中の逃亡者逮捕請負人。
- コニー・ロゾリ - アナ・リーダー

保釈保証会社の社員。ステファニーにターゲットを紹介。
- ヴィニー・プラム - パトリック・フィッシュラー

ステファニーの従兄弟で保釈保証会社経営。
- ジャッキー - ライアン・ミシェル・ベイズ

売春婦。ステファニーに非協力的。
- ジョン・チョー - レオナルド・ナム

ジョーの事件の目撃者。
- メアリー・ルー - アニー・パリッセ

ステファニーの幼なじみの親友。
- ベニート・ラミレス - ギャヴィン＝キース・ウメー

ジミーのジム所属の格闘技選手。
- プラム氏 - ルイス・マスティーロ

ステファニーの父。同居中の義母メイザを疎ましく思う。

## 製作
2010年2月、『バラエティ』はキャサリン・ハイグルがステファニー・プラムを演じると報じた。2010年4月、ライオンズゲートが配給権を購入し、シドニー・キンメル・エンターテインメントとレイクショア・エンターテインメントが製作し、ジュリー・アン・ロビンソンが監督することが発表された。

## 公開
アメリカ合衆国では2012年1月27日に公開された。

## 評価
Rotten Tomatoesでは53件のレビューで支持率は2%となった。
第33回ゴールデンラズベリー賞ではハイグルが最低主演女優賞にノミネートされた。